# Habronattus oregonensis
Habronattus oregonensis là một loài nhện trong họ Salticidae.
Loài này thuộc chi Habronattus. Habronattus oregonensis được Elizabeth Maria Gifford Peckham & George William Peckham miêu tả năm 1888.